# Ébroïn (maire du palais)
Pour les articles homonymes, voir Ébroïn.
Ébroïn, mort en 684, est maire du palais de Neustrie vers 658 à 675[réf. nécessaire] et de 676 à sa mort. Pendant sa carrière il voulut imposer l'autorité de sa province sur la Burgondie et l'Austrasie. Sous son impulsion, la fonction de maire prit un essor considérable.

## Biographie

### Maire du palais de Neustrie
Ébroïn fut élevé à la dignité de maire du palais de Neustrie en 658, pendant la régence de la reine Bathilde sous le règne de Clotaire III. Après la mort de Clotaire III en 673, il parvint à mettre sur le trône de Neustrie-Burgondie Théodoric, ou Thierry III, troisième fils de Clovis II et de Bathilde, second frère de Clotaire III. Il devint rapidement la principale figure du palais. Selon la Première vie de saint Léger, celui-ci décida d'interdire aux leudes (grands aristocrates) de Burgondie de venir devant le souverain s'ils n'ont pas reçu de convocations. Par conséquent, Ébroïn put prendre les décisions seul ou avec son réseau d'amis.

### La révolte des grands du royaume
Furieux de ne pas avoir été consultés, les grands du royaume, menés par saint Léger, l'évêque d'Autun qui prônait l'indépendance de la Bourgogne, se rebellèrent, demandant l'aide du roi d'Austrasie Childéric II, second fils de Clovis II et de Bathilde, aîné de Thierry III. Ce dernier prit alors le contrôle de la Neustrie ainsi que de la Bourgogne et fit enfermer Ébroïn au monastère de Luxeuil, en Haute-Saône, tandis que Thierry III abandonnait la couronne à son frère Childéric II, Léger devenait l'unique conseiller du roi.
En 675, Childéric fut assassiné, Ébroïn en profita pour s'enfuir. À force de duplicité, il parvint à éliminer le nouveau maire du palais, Leudesius, fils d'Erchinoald et à restaurer Thierry III dans ses fonctions royales. Peu après, il accusa l'évêque Léger de complicité dans le meurtre de Childéric. Étant parvenu à s'emparer de la personne de Léger, Ébroïn lui fit crever les yeux et couper les lèvres, puis quelques années plus tard (vers 678) le fit décapiter dans la forêt de Sarcinium, l'actuelle forêt de Lucheux, en Picardie, en un lieu appelé aujourd'hui Sus-Saint-Léger.

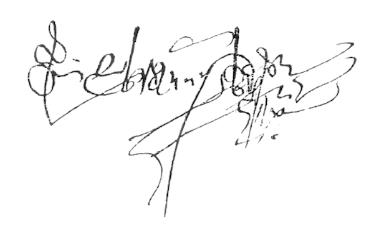
Souscription d'Ebroïn

S'appuyant sur les Austrasiens, Ébroïn renversa Thierry III et installa sur le trône Clovis III, prétendu fils de Clotaire III (mais Clotaire III n'aurait pas eu d'enfant), âgé de cinq ans. Très peu soutenu dans cette aventure, quelque temps après, Ébroïn abandonna Clovis III, restaura Thierry III sur le trône et retrouva sa fonction de maire du palais.

### La chute
L'Aquitaine se détacha alors du royaume franc et l'Austrasie refusa de le reconnaître. En 680, Ébroïn remporta une victoire sur le maire du palais d'Austrasie Pépin de Herstal à Latofao (aujourd'hui Laffaux, entre Soissons et Laon).
Il fut assassiné en 684 par Ermenfroi, un noble qu'il avait dépouillé de ses biens. Sa mort marqua la fin de la primauté de la Neustrie dans le royaume franc et marque le début de la mairie du palais sous contrôle de la famille des Warratonides.